# Ximena Fuentes
Ximena Carolina Fuentes Torrijo (Viña del Mar, 15 de febrero de 1968) es una abogada, académica, diplomática y política chilena, militante del Frente Amplio. Entre marzo de 2022 y marzo de 2023 se desempeñó como subsecretaria de Relaciones Exteriores de su país, bajo el gobierno del presidente Gabriel Boric.
Experta en derecho internacional, ejerció como directora nacional de Fronteras y Límites del Estado (Difrol) entre 2015 y 2022 y, entre 2016 y 2022 se desempeñó como agente chilena en el caso contra Bolivia sobre las aguas del Silala que se desarrolla ante la Corte Internacional de Justicia.

## Familia y estudios
Egresó del Santiago College para luego continuar sus estudios superiores en la Facultad de Derecho de la Universidad de Chile, titulándose como abogada en 1994. 
Entre 1994 y 2004 ejerció como profesora de derecho internacional público en la Facultad de Derecho de la Universidad de Talca.
Paralelamente realizó un doctorado en derecho en la Universidad de Oxford, obteniendo el grado de doctora en el 2000. Al año siguiente se convirtió en académica de la Universidad de Chile, donde ha dictado los cursos de derecho internacional público y solución de controversias, entre otros. En 2005 comenzó a hacer clases en forma paralela en la Universidad Adolfo Ibáñez, donde obtuvo el cargo de profesora titular en 2011 hasta el año 2015.
Está casada con el también abogado y académico Fernando Atria Lemaitre, con quien tiene tres hijos; Antonia, Florencia y Clemente.

## Carrera pública

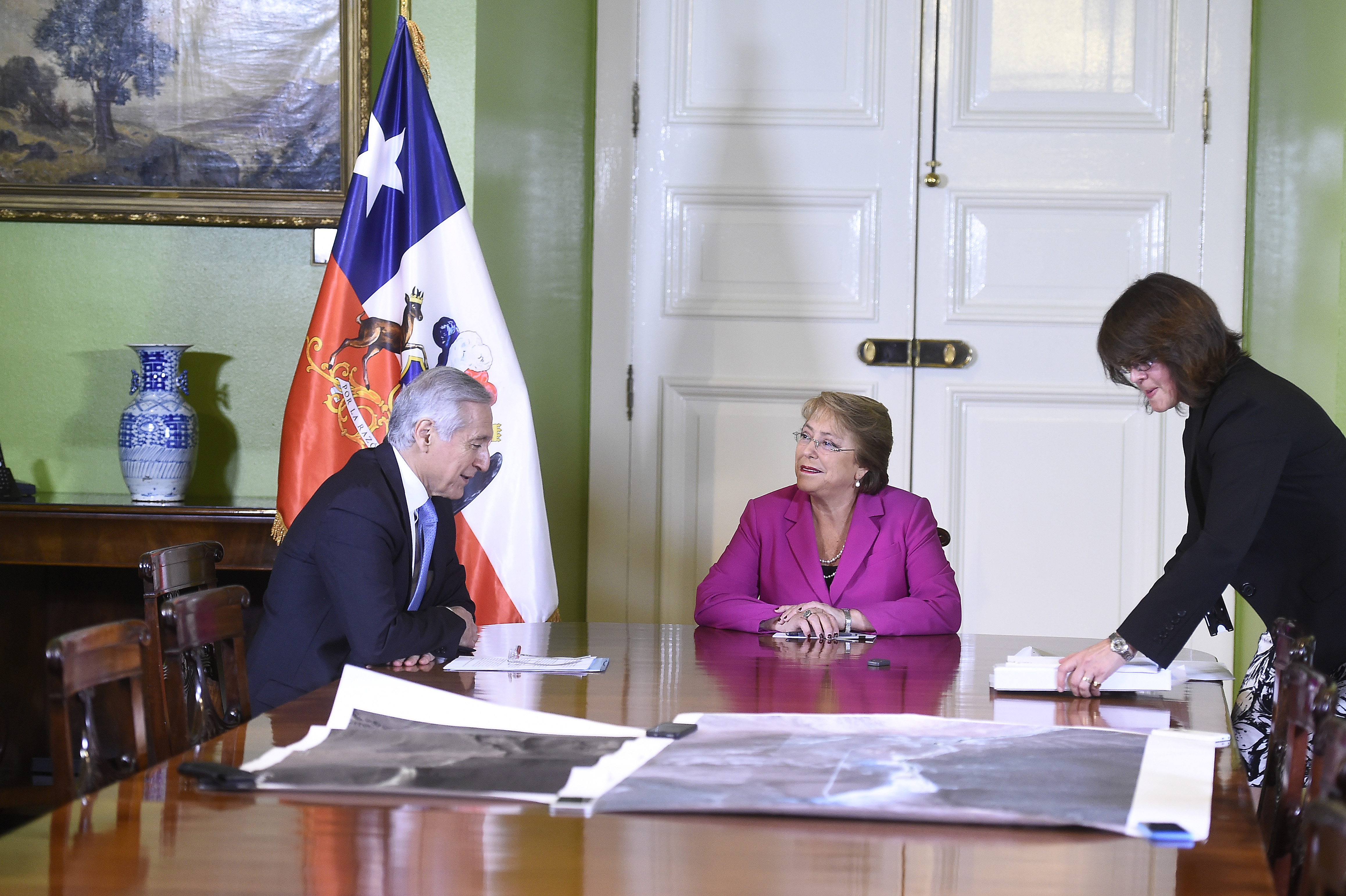
Fuentes (a la derecha) en una reunión con la presidenta Michelle Bachelet y el canciller Heraldo Muñoz en 2016.

Entre 2008 y 2012 fue abogada consejera en el estudio jurídico Bofill Mir Alvarez Jana Abogados. Paralelamente integró el equipo jurídico de Chile por el caso de delimitación marítima presentado por el Perú ante la Corte Internacional de Justicia (CIJ), que era liderado por el agente Albert van Klaveren y la coagente María Teresa Infante.
Posteriormente fue nombrada, por el primer gobierno de Sebastián Piñera, como coordinadora ejecutiva de la defensa de Chile en el caso sobre la negociación marítima con Bolivia, también suscitado ante la CIJ, cuya sentencia dictada en 2018 fue favorable a la postura chilena.
En octubre de 2015, en el segundo gobierno de Michelle Bachelet, asumió como directora nacional de Fronteras y Límites del Estado (Difrol), tras ser elegida mediante el Sistema de Alta Dirección Pública (ADP) para reemplazar a María Teresa Infante. Asimismo, la presidenta Bachelet la nombró en 2016 como agente chilena para el caso sobre el estatus y uso de las aguas del Silala presentado contra Bolivia ante la CIJ. Se mantuvo en ambos cargos durante el segundo gobierno de Sebastián Piñera (2018-2022).
En febrero de 2022 fue anunciada su designación como subsecretaria de Relaciones Exteriores del gobierno de Gabriel Boric, cargo que asumió el 11 de marzo de ese año, convirtiéndose en la segunda mujer en esa función, tras su antecesora, Carolina Valdivia. Por este motivo, cesó en su rol como directora nacional de la Difrol, pero se mantuvo como agente de Chile en el caso Silala, liderando los alegatos orales del país ante la CIJ en abril de 2022. Con ocasión del segundo cambio de gabinete de Boric, el 10 de marzo de 2023, dejó su puesto en la Subsecretaría, siendo sucedida por la politóloga Gloria de la Fuente.

## Publicaciones
- Fuentes Torrijo, Ximena; Pérez Farías, Diego (2018). «El efecto directo del derecho internacional en el derecho chileno», Revista de Derecho (Coquimbo).
- —, Durney M. (2016). «Construction of a road in Costa Rica along the San Juan River (Nicaragua v. Costa Rica), 2011 and certain activities carried out by Nicaragua in the border area (Costa Rica v. Nicaragua), 2010», Latin America and the International Court of Justice: Contributions to International Law.
- — (2015). «Proportionality Analysis and Disproportionate Damages: Occidental Petroleum Corporation and Occidental Exploration and Production Company v The Republic of Ecuador», Journal of World Investment & Trade.